# Chen Hao
Cette page contient des caractères spéciaux ou non latins. S’ils s’affichent mal (▯, ?, etc.), consultez la page d’aide Unicode.
Chen Hao (陈好) est une actrice, chanteuse et modèle chinoise née le 9 décembre 1979 à Qingdao, dans le Shandong en Chine.

## Filmographie

### Cinéma
- 1992 : Requital
- 1999 : Postmen in the Mountains
- 2005 : Gimme Kudos
- 2007 : Twins Mission
- 2009 : La fondation d'une republique
- 2009 : Tiny Dust, True Love

### Télévision
- 2002 : Les huit parties du dragon céleste (chinois : 天龙八部 ; pinyin : tiānlóng bā bù, traduit en anglais par Celestial Dragon Eight Parts) ;
- Demi-Gods and Semi-Devils
- 《涩女郎》, sè nǚláng ;
- 《宅门逆子》, zháimén nìzǐ ;
- 《乱世英雄吕不韦》, luànshì yīngxióng lǚ bùwéi ;
- 《欲望阻击》, yùwàng zǔjī ;
- 《李卫当官》, lǐ wèi dāng guān.